# فيلي سوندرز
فيلي سوندرز (بالإنجليزية: Willie Saunders)‏ هو فارس أمريكي، ولد في 13 أبريل 1915 في كالغاري في كندا، وتوفي في 30 يوليو 1986 في نيبلز في الولايات المتحدة.

## وصلات خارجية
- فيلي سوندرز على موقع الموسوعة البريطانية (الإنجليزية)